# Mercurius Caledonius
Mercurius Caledonius - Comprising The Affairs now in Agitation in Scotland With A Survey of Forraign Intelligence được cho là tờ báo đầu tiên của Scotland. Tờ báo này do nhà viết kịch Thomas Sydserf, con trai của Giám mục Galloway sáng lập ở Edinburgh vào năm 1660. Nó chứa những tin tức trong nước như bản tường thuật các cuộc tranh luận tại quốc hội, báo cáo từ nước ngoài và các tin tức được in lại từ những tờ báo ở Luân Đôn.
Mười hai ấn bản được xuất bản từ năm 1660 đến năm 1661, ấn bản đầu tiên có ghi ngày "Từ Thứ Hai ngày 21 tháng 12 đến Thứ Ba, ngày 8 tháng 1 năm 1661".
Theo lời Francis Groome, Mercurius Caledonius có mặt trước tờ The Scots Intelligencer (1643, AKA The Kingdom's Intelligencer) và Mercurius Publicus (1652).